# Monggar-dzong
Monggar-dzong – miasto w Bhutanie. W roku 2005 liczyło 3 502 mieszkańców. Zajmuje się przemysłem spożywczym.